# Pedestal crater

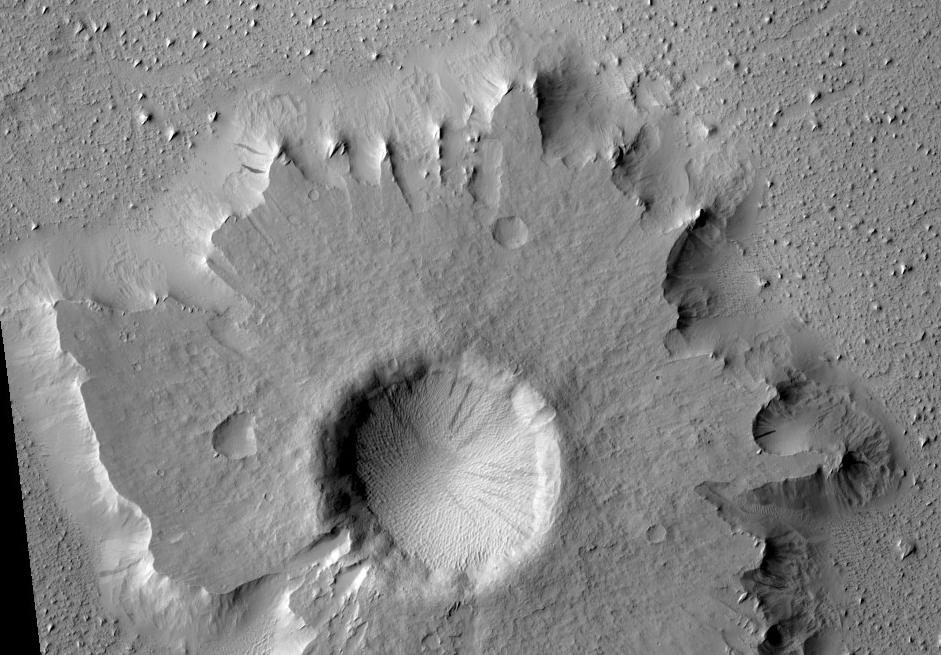
Snímek povrchu Marsu s pedestal crater. Dobře viditelný je přechod mezi kráterem, vyvrženými horninami a okolní plání

Anglický termín Pedestal crater je označení zvláštního impaktního kráteru, který má okolní lem tvořený vyvrženými horninami při dopadu (tzv. ejekta) a kdy tento lem je vyvýšen nad okolí. Tento druh kráterů vzniká na planetách, kde je silná eroze, která hraje při následném vzniku důležitou roli. Jsou typické např. pro povrch Marsu, kde vítr přesouvá množství materiálu.
Během dopadu tělesa na povrch dochází k vymrštění hornin, které dopadají do okolí kráteru, kde překryjí starší materiál. Takto vzniklý materiál může projít částečným natavením a zvýšením pevnosti, čímž se stane kompaktnějším. Pokud dopad nastal v místě, kde byly nesoudržné horniny (např. písky, pískovce atd.), je nově vzniklý materiál mnohem pevnější než okolí a podléhá tedy pomaleji erozi. Krajinu následně začne utvářet eroze, která odnáší méně zpevněný materiál. Po čase se množství odneseného materiálu zvýší natolik, že je možné pozorovat oblast kráteru vyvýšenou nad okolní krajinou.
Tyto útvary nevznikají na Měsíci či Merkuru, jelikož jejich téměř neexistující atmosféra neumožňuje výraznější erozi způsobenou větrem či vodou. Jejich povrch je formován převážně dopady jiných těles.